# Zlín Z-526
Zlín Z-526 je československý, resp. český víceúčelový sportovní letoun. Původně byl koncipován jako dousedadlový, později byla v Moravanu Otrokovice vyráběna také jednosedadlová akrobatická verze. Celkem bylo vyrobeno více než 1400 letounů Z-526 několika verzí.

## Historie
Vývoj Zlínu 526 navázal začátkem 60. let 20. století na typ Zlín Z-326. Změnou krytu motoru Walter Minor 6-III (160k), posunutím pilotní kabiny do zadní části a využitím nové vrtule V-503 vznikl nový typ dvousedadlového víceúčelového letounu Z-526 Trener Master. První let uskutečnil 3. září 1965. V následujícím roce 1966 byla zalétána jednosedadlová akrobatická verze s označením Z-526A Akrobat, která vznikla úpravou typu Z-326. Další vývoj Z-526A směřoval ke zvýšení pevnosti konstrukce. Vznikla tak nová verze Z-526AS Akrobat Special, která měla kratší trup a nový překryt kabiny. Byla zalétána v roce 1968.
V roce 1969 byl do původní dvousedalové verze Z-526 zabudován nový motor Avia M-137 o výkonu 132 kW a upravená vrtule V-503A. Vznikla tak verze Z-526F, která umožnila plnohodnotný nácvik akrobacie ve dvojím obsazení s povolenými násobky přetížení +6 až -3g. Ve stejném roce byl zalétán i dvousedadlový typ Z-526L s motorem Lycoming AIO-360-B1B s výkonem 147 kW s dvoulistou vrtulí Hartzell C2YK-4R/C. Bylo však vyrobeno pouze šest kusů. Dodatečně byl do dvousedadlovek Z-526 a Z-526F instalován motor Avia M-137A. Takto upravené letouny jsou označovány jako Z-526M.
Menší modernizací prošla v roce 1970 i akrobatická jednosedadlovka. Verze Z-526AF měla shodný motor i vrtuli s verzi Z-526F. Výraznější změny však přinesla až verze Z-526 AFS Akrobat Speciál, která byla vybavena zcela novým křídlem s menším rozpětím a křidélky. Motor a vrtule byla shodná s verzi Z-526AF.
V roce 1981 byla zkonstruována jednomístná modifikace Z-526 AFM Condor pro potřeby vrcholového střediska sportu v Brně, zejména pro aerovleky. Byl zalétán pilotem Josefem Skorkou 5. března 1981 (OK-KZA). Tento letoun byl vybaven řadovým invertním šestiválcovým motorem M-337 o výkonu 210 koní s kompresorem a elektricky stavitelnou vrtulí V-410, křídla shodná se Z-326 byla opatřena koncovými přídavnými nádržemi. V roce 1996 došlo k záletu verze Z-526ML vybavené motorem Textron Lycoming AEIO-540D4B5 o výkonu 260 koní a třílistou hydraulicky stavitelnou vrtulí Hoffmann HO-V-123 K-V/200AH.

## Specifikace (Z-526F)

### Technické údaje
- Osádka:
- Rozpětí: 10,60 m
- Délka: 8,00 m
- Výška: 2,06 m
- Hmotnost prázdného stroje: 665 kg
- Vzletová hmotnost: 975 kg
- Pohonná jednotka: 1 × M-137A (180 k, 132 kW)

### Výkony
- Maximální rychlost: 244 km/h
- Cestovní rychlost: 210 km/h
- Dostup: 5200 m
- Dolet: 840 km

## Verze
- Z-526, Z-526F, Z-526L, Z-526M - dvousedadlový
- Z-526A, Z-526AF, Z-526AFS - jednosedadlový

## Fotogalerie

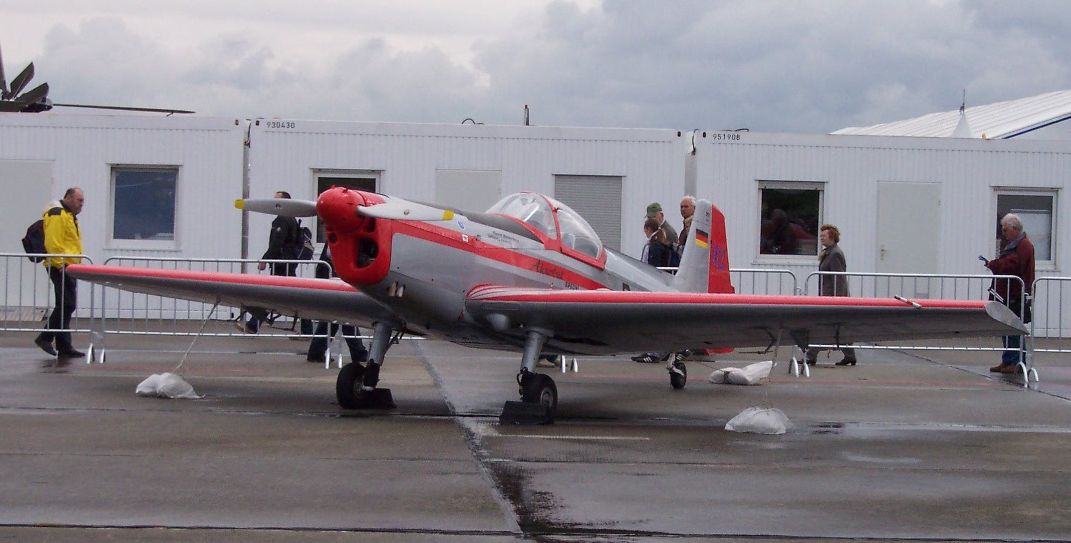
Z-526 AFS Akrobat na veletrhu ILA 2006